# مونیکیتا
«مونیکیتا» (به اسپانیایی: Muñekita؛ به‌معنای «عروسک کوچولو») ترانه‌ای از خوانندهٔ آمریکایی کالی اوچیس به‌همراهٔ رپر دومینیکنی ال الفا و رپر آمریکایی جی‌تی عضو سیتی گرلز می‌باشد که در ۴ اوت سال ۲۰۲۳ از سوی گفن رکوردز به‌عنوان تک‌آهنگ اصلی از چهارمین آلبوم استودیویی اوچیس تحت عنوان ارکیده‌ها (۲۰۲۴) منتشر گردید.